# Operación "Y" y otras aventuras de Shúrik
Operación "Y" y otras aventuras de Shúrik (en ruso: Операция „Ы“ и другие приключения Шурика) es una comedia slapstick soviética dirigida por Leonid Gaidái y producida en 1965 por Mosfilm. La película se halla dividida en tres partes Napárnik ("El compañero de trabajo"), Navazhdéniye ("Déjà vu") y Operatsiya "Y" ("Operación Y"). El argumento sigue las aventuras del aplicado y genuino estudiante soviético Shúrik que a menudo se mete en difíciles situaciones de las que suele salir más o menos limpiamente.
Fue filmada principalmente en Moscú y en Leningrado.

## Argumento

### Napárnik
En un autobús, un patán y borracho llamado Fedia se sienta en un asiento reservado para niños e incapacitados y rechaza dejar sentarse a una joven embarazada argumentando "que no es ni una niña ni un incapacitada". Shúrik, que viaja en el mismo autobús, se pone unas gafas de sol y finge ser ciego. Cuando a Fedia le urgen para dejarle sentar, Shúrik ofrece el asiento a la mujer embarazada. Fedia está enfadado e inicia una pelea con Shúrik. Como resultado, Fedia es arrestado y sentenciado a 15 días de servicios comunitarios, la falta administrativa rusa 15 sutok. Irónicamente, es enviado a cumplir su condena a la misma obra en la que trabaja Shúrik a media jornada. El director les pone en la misma cuadrilla. Fedia no trabaja bien y molesta a Shúrik, planeando su venganza del joven estudiante. Cuando Shúrik finalmente se devuelve, los dos se ven envueltos en una persecución a través de la obra con varios materiales como armas. Finalmente Fedia es neutralizado y reeducado por Shúrik.

### Navazhdéniye(Déjà vu)
Es época de los exámenes de verano en la Universidad, y todo el mundo está asustado por los exámenes. Shúrik (y los demás) busca desesperadamente apuntes y finalmente los ve en manos de una chica, Lida, que estudia en la misma Universidad. Shúrik comienza a seguir a Lida fingiendo que lee, lo mismo que hace Lida y están tan absortos que Lida no se da cuenta y cree que es una de sus amigas, representándose una humorística pantomima.
Llegan al apartamento de la chica y pasan un tiempo allí leyendo simultáneamente tomando un aperitivo y descansando, quitándose la ropa sin darse cuenta de quien es Shúrik en realidad, y se prepara para volver a la Universidad, entonces Shúrik la pierde porque le distrae un compañero. Tras aprobar el examen, es presentado a Lida por un amigo. Shúrik no la reconoce pero se queda encantado por ella. La acompaña a casa, a continuación de un divertido incidente con un perro de los vecinos de Lida, por lo que vuelve a estar en el apartamento de Lida, donde empieza a sentirse como si ya hubiera estado allí porque sabe dónde están las cosas, y todo le resulta familiar. Lida asume que él es un telépata y que tiene la habilidad de conocer el futuro. Le sugiere que adivine un deseo que ha escrito en un papel, "Encuentra el osito". Shúrik entonces la besa. Aunque no acertó, el beso evoca en ellos sentimientos románticos y deciden volver a encontrarse tras el próximo examen.
Mientras otro estudiante trata de copiar su examen con una radio con la que se comunica con otro estudiante, para lo que debe de vestirse con una absurda vestimenta y atrae la atención del examinador, aunque parece que no le va a advertir. Sin embargo, el examinador repentinamente saca de su maleta un interceptador de radio y escucha como el tramposo le llama tonto. El estudiante saca un cinco (excelente) por su invención (es una facultad técnica, pero un dos (suspenso) por su examen.

### Operatsiya "Y"
El director de unos almacenes, tratando de encubrir su robo, contrata a tres pequeños delincuentes llamados Trus, Bivali y Balbés para fingir un asalto. Su elaborado plan falla cuando a Shúrik le pide su casera, un anciana mujer llamada Bábushka (abuela), que cuide de su nieta durante su turno como vigilante de los almacenes. Sin embargo, finalmente deciden que él haga su turno de vigilancia. Sorprendido Trus no logra llevar a cabo su plan de neutralizar al vigilante con un pañuelo con cloroformo, durmiéndose él mismo. La culminación de la historia es la "Batalla del Almacén", en la que Shúrik y los delincuentes usan armas improvisadas como, por ejemplo, instrumentos musicales. Esta parte acaba cuando una inquieta Bábushka llega al almacén y encuentra a Shúrik y al trío en el suelo dormidos (Trus se había desmayado antes, a Balbés y a Bivali los neutraliza Shúrik, y él pasa el pañuelo con cloroformo por su cara accidentalmente).

## Personajes

### Napárnik
- Aleksandr Demiánenko – Shúrik.
- Alekséi Smirnov – Fedia.
- Mijaíl Púgovkin – Pável Stepánovich, maestro de obras.
- Vladímir Básov – miliciano severo.
- Emannuíl Gueller – pasajero con paraguas.
- Rina Zeliónaya – pasajera indignada.
- Víktor Uralski – cocinero de la milicia.
- Gueorgui Ajúndov – pasajero calvo.
- Valentina Berezútskaya – pasajera.
- Svetlana Aguéyeva – mujer embarazada.
- Vladímir Prijodko – cincuentón.
- Leonid Gaidái – alcohólico.

### Navazhdéniye
- Aleksandr Demiánenko – Shúrik.
- Natalia Selezniova – Lida.
- Vladímir Rautbart – profesor.
- Víktor Pávlov – estudiante-inventor.
- Valeri Nósik – estudiante-jugador.
- Gueorgui Gueorguiu – nuevo vecino con la garganta vendada, tiene un perro malo.
- Natalia Guitserot – vecina.
- Zoya Fiódorova – abuela Zoya, vecina de Lida.
- Liudmila Kovaléts – Ira, amiga de Lida.
- Serguéi Zhirnov – estudiante, compañero de Shúrik.
- Víktor Zozulin – Kostia, técnico de radio, compañero de Lida.
- Nikolái Kazakov – estudiante.

### Operatsia "Y"
- Aleksandr Demiánenko – Shúrik.
- Gueorgui Vitsin – Trus.
- Yevgueni Morgunov – Bivali.
- Yuri Nikulin - Balbés.
- Vladímir Vladislavski – S. D. Petújov, director de la base comercial.
- María Kravchunóvskaya – María Ivánovna, abuela.
- Vladímir Komarovski – chófer de un camión en el mercado.
- Tania Grádova – Lena, nieta de María Ivánovna, muchacha inquieta.
- Alekséi Smirnov – comprador en el mercado.

## Equipo de rodaje[1]
- Autores del guion:
  - Yákov Kostiukovski;
  - Morís Slobodskói;
  - Leonid Gaidái.
- Director: Leonid Gaidái.
- Director de fotografía: Konstantín Bovrin.
- Director de diseño: Artur Berguer.
- Compositor: Aleksandr Zatsepin.
- Director de sonido: Víktor Bábushkin, V. Léshchev.
- Edición: Valentina Yankóvskaya.

## Homenaje
- En Krasnodar, en 2012 se inauguró un monumento a Shúrik y Lida.[2][3]
- En Moscú, junto al Instituto Económico de Moscú en Tekstílschiki, barrio de Moscú hay un conjunto de estatuas que representan a Shúrik y Lida.[4]